# لويز بيفرز
لويز بيفرز (بالإنجليزية: Louise Beavers)‏ هي ممثلة أمريكية، ولدت في 8 مارس 1902 في سينسيناتي في الولايات المتحدة، وتوفيت في 26 أكتوبر 1962 في هوليوود في الولايات المتحدة بسبب نوبة قلبية. من الجوائز التي نالتها عضوية قاعة مشاهير صناع السينما السود ‏ سنة 1976.

## أعمال

### أفلام
- (1929) المتدللة
- (1932) فريكس
- (1933) أساءت التصرف معه
- (1933) تمسكي بعشيقك
- (1933) شارع 42
- (1934) محاكاة الحياة
- (1942) حانة السعادة

## جوائز
- عضوية قاعة مشاهير صناع السينما السود [الإنجليزية]‏ (1976)

## وصلات خارجية
- لويز بيفرز على موقع IMDb (الإنجليزية)
- لويز بيفرز على موقع الموسوعة البريطانية (الإنجليزية)
- لويز بيفرز على موقع ألو سيني (الفرنسية)
- لويز بيفرز على موقع أول موفي (الإنجليزية)
- لويز بيفرز على موقع قاعدة بيانات الأفلام السويدية (السويدية)
- لويز بيفرز على موقع إن إن دي بي (الإنجليزية)
- لويز بيفرز على موقع قاعدة بيانات الفيلم (الإنجليزية)
- لويز بيفرز على موقع كينوبويسك (الروسية)